# Comuna Lerești, Argeș
Lerești este o comună în județul Argeș, Muntenia, România, formată din satele Lerești (reședința), Pojorâta și Voinești.

## Așezare
Comuna se află la marginea nordică a județului, la limita cu județul Brașov, pe cursul superior al Râului Târgului, în Munții Iezer-Păpușa. Este deservită de șoseaua județeană DJ734, care o leagă spre sud de Câmpulung (unde se termină în DN73).

## Demografie
Componența etnică a comunei Lerești
     Români (82,37%)
     Romi (12,1%)
     Alte etnii (0,07%)
     Necunoscută (5,46%)
Componența confesională a comunei Lerești
     Ortodocși (89,02%)
     Creștini după evanghelie (2,57%)
     Alte religii (2,06%)
     Necunoscută (6,35%)
Conform recensământului efectuat în 2021, populația comunei Lerești se ridică la 4.124 de locuitori, în scădere față de recensământul anterior din 2011, când fuseseră înregistrați 4.632 de locuitori. Majoritatea locuitorilor sunt români (82,37%), cu o minoritate de romi (12,1%), iar pentru 5,46% nu se cunoaște apartenența etnică. Din punct de vedere confesional, majoritatea locuitorilor sunt ortodocși (89,02%), cu o minoritate de creștini după evanghelie (2,57%), iar pentru 6,35% nu se cunoaște apartenența confesională.

## Politică și administrație
Comuna Lerești este administrată de un primar și un consiliu local compus din 13 consilieri. Primarul, Marian Toader[*], de la Partidul Social Democrat, este în funcție din 2016. Începând cu alegerile locale din 2024, consiliul local are următoarea componență pe partide politice:
|  | Partid                          | Consilieri | Componența Consiliului | Componența Consiliului | Componența Consiliului | Componența Consiliului | Componența Consiliului | Componența Consiliului | Componența Consiliului | Componența Consiliului | Componența Consiliului | Componența Consiliului |
|  | ------------------------------- | ---------- | ---------------------- | ---------------------- | ---------------------- | ---------------------- | ---------------------- | ---------------------- | ---------------------- | ---------------------- | ---------------------- | ---------------------- |
|  | Partidul Social Democrat        | 10         |                        |                        |                        |                        |                        |                        |                        |                        |                        |                        |
|  | Partidul Național Liberal       | 2          |                        |                        |                        |                        |                        |                        |                        |                        |                        |                        |
|  | Alianța pentru Unirea Românilor | 1          |                        |                        |                        |                        |                        |                        |                        |                        |                        |                        |

## Istorie
La sfârșitul secolului al XIX-lea, comuna făcea parte din plaiul Dâmbovița al județului Muscel și era formată din satele Lerești și Lereștii de Sus, având 1285 de locuitori ce trăiau în 285 de case. În comună existau două mori și o piuă pe Râul Târgului, o biserică și o școală cu 31 de elevi. La acea vreme, pe teritoriul actual al comunei mai funcționa în același plai și comuna Voinești, cu cătunele Răceni și Valea Foii, având 1190 de locuitori, două biserici, o școală mixtă, o moară și o piuă. Anuarul Socec din 1925 consemnează comunele în plasa Dâmbovița a aceluiași județ, comuna Voinești având aceeași alcătuire și 1798 de locuitori; și comuna Lerești având doar satul de reședință și 2151 de locuitori.
În 1950, comunele au fost transferate raionului Muscel din regiunea Argeș, în timp comuna Voinești fiind desființată și comasată cu comuna Lerești. În 1968, comuna Lerești a trecut la județul Argeș.

## Monumente istorice
În comuna Lerești se află situl arheologic de interes național al castrului roman din punctul „Măilătoaia” (pe „Malul lui Cocoș”, la est de satul Voinești), unde s-au descoperit un castru de pământ și niște terme din secolul al II-lea e.n. Tot de interes național este și situl arheologic al bisericii din Lerești din secolul al XV-lea.
În rest, alte trei obiective din comună sunt incluse în lista monumentelor istorice din județul Argeș ca monumente de interes local, toate fiind clasificate ca monumente de arhitectură: biserica „Înălțarea Domnului” (1929); biserica „Sfinții Îngeri” (1860), ambele din satul Lerești; și căminul cultural (1937) din satul Voinești.

## Personalități născute aici
- Vasile Milea (1927 - 1989), general, ministru al Apărării;
- Lucian Pahonțu (n. 1964), general;
- Olimpia Cataramă (n. 1940), atletă.